# استوديوهات سي-جيس
استوديوهات سي-جيس (بالانجليزية: C-JeS Studios ؛ بالكورية: 씨제스 스튜디오)؛ هي شركة كورية جنوبية تأسست في عام 2009، تتعامل مع إدارة عدد من الفنانين المختلفين. فرقة فتيان واحدة جاي واي جاي؛ والمغنية غامي؛ والممثلون تشوي مين سيك، لي بيوم سو، لي جونغ جاي، سول كيونغ غو؛ و الممثلات هوانغ جونغ أوم، كانج هاي-جونج.

## القائمة
فنانو التسجيل 
- جاي واي جاي
- غامي

ممثلون/ممثلات
- تشوي مين سيك
- هوانغ جونغ أوم
- جين هيوك
- Jung Seonah
- Jung Suk-won
- كانج هاي-جونج
- كم جاي جنغ
- كيم جونسو
- كيم كانغ-وو  [لغات أخرى]‏
- كواك دو-وان  [لغات أخرى]‏
- لي بيوم سو  [لغات أخرى]‏
- لي تشونغ آه (2015-حاليا)
- لي جونغ جاي
- سو-ري مون (2015-حاليا)
- بارك غوو-مي  [لغات أخرى]‏
- بارك سيونغ-وونغ  [لغات أخرى]‏
- بارك يوتشون
- Park Yu-hwan
- را مي ران
- Ryu Hye-young
- ريو جون يول (2015-حاليا)
- سول كيونغ غو
- سونغ ساي بيوك  [لغات أخرى]‏
- يون جي هي  [لغات أخرى]‏

سابقا
- سونغ جي هيو (2011-2015)

## وصلات خارجية
- الموقع الرسمي
- . على يوتيوب